# Симомура, Ёко
Ёко Симомура (яп. 下村 陽子 Симомура Ё:ко, 19 октября 1967, Хёго) — японский композитор и музыкант, известна по написанию музыки для видеоигр. Её описали как «самую известную женщину-композитора видеоигр во всем мире». Она начала работать композитором музыки для видеоигр, сразу же после окончания Osaka College of Music в 1988. С тех пор, до 1993, она работала в Capcom, где полностью или частично сочинила композиции для 17 игр, включая Final Fight и Street Fighter II.
С 1993 по 2002 год, Симомура работала на Square Co. (сейчас Square Enix), где она сочинила композиции для ещё 8 игр, включая популярные Super Mario RPG, Legend of Mana и Kingdom Hearts. Также она написала часть композиций для The 3rd Birthday. C тех пор она работала в качестве внештатного композитора и сочинила ещё множество композиций. Её работы заработали большую популярность в мире. Композиции из нескольких её игр были опубликованы в альбомах.

## Биография
Ёко Симомура родилась в префектуре Хёго (Япония) и уже с самого раннего детства проявляла к музыке большой интерес, в возрасте четырёх лет она стала брать уроки игры на пианино. Попав под влияние классической музыки, она начала в беспорядочном порядке настукивать клавишами мелодии своего собственного сочинения. Симомура посещала Osaka College of Music и в 1988 году получила квалификацию ведущей пианистки. Сразу по окончании колледжа она собиралась стать преподавателем музыки, но из-за давней любви к видеоиграм решила разослать несколько своих мелодий известным игровым компаниям. Первым разработчиком игр, заинтересовавшимся её музыкой, стал Capcom, вскоре она была приглашена на собеседование и принята на работу. Родители и учителя были против подобной карьеры, однако молодую музыкантку это ничуть не смутило, и она всё равно согласилась на предложенную должность.

### Карьера
Во время работы в Capcom, Симомура сочинила саундтреки для 17 видеоигр, включая такие успешные как Street Fighter. Первый трек, за время работы в компании, был написан для Samurai Sword, в 1988. В то время, в Capcom, она работала над консольными играми, а позже, в 1990 году, она переехала в отдел аркадных игр. Симомура находилась в составе джазовой группы Alph Lyla и приняла участие в написании саундтрека для Street Fighter II.
В 1993 году Ёко Симомура перешла в Squaresoft (ныне Square Enix). Она перешла туда, потому как была заинтересована написанием «классической» музыки для фэнтези RPG. Первым её творением в этой компании стала музыка для игры «Live A Live», выпущенной 1994 годом. После этого она перестала вести работу сольно, вступив в сотрудничество с более опытными композиторами. Например, в 1995 году она записала саундтрек к стратегической ролевой игре Front Mission в паре с Норико Мацуэдой, в 1996 году поработала с главным композитором серии игр про Марио Кодзи Кондо и сочинила несколько мелодий для «Super Mario RPG: Legend of the Seven Stars». Три мелодии для «Final Fantasy IV» были написаны под руководством Нобуо Уэмацу.
В течение следующих нескольких лет, она написала саундтреки к нескольким играм, в том числе Parasite Eve и Legend of Mana. Симомура считает, что трек к Legend of Mana, наилучшим образом выражает её сущность. В 2002 году, она написала трек к Kingdom Hearts, и как она сказала — это самый «особый» саундтрек к игре, и он является поворотным моментом в её карьере. Так же поворотными моментами, оказались такие игры как Street Figher II и Super Mario RPG.
Kingdom Hearts была очень успешна, продано более четырёх миллионов экземпляров во всем мире. Музыка Симомуры считалась основным элементом игры, а заглавный трек был признан одним из четырёх лучших треков, за все время. Саундтрек к Kingdom Hearts был последним треком, за все время работы в Square Enix. В 2002 году, она покинула компанию, и стала свободным композитором.